# Granit Xhaka
Granit Xhaka (Basilea, 27 de setembre de 1992) és un jugador de futbol suís que juga com a migcampista, actualment al Bayer 04 Leverkusen.
És internacional amb la selecció suïssa des del 2011, amb la qual ha disputat més de 25 partits, disputant-hi entre d'altres el Mundial del Brasil de 2014.
L'entrenador de la selecció suïssa Ottmar Hitzfeld va explicar d'ell que el veia com un "petit Schweinsteiger", tot i que, per la seva intel·ligència i l'amor per la ciència, abans se l'havia anomenat el "petit Einstein".

## Biografia

### Joventut
Granit va néixer a Basilea, Suïssa, de pares albanesos. És el germà petit del també futbolista Taulant Xhaka. La seva família va emigrar de Kosovo a Suïssa poc abans del naixement dels seus fills.
Els dos germans van començar la seva carrera futbolística a l'equip juvenil del Concordia Basel, i tots dos van marxar el 2002 al Basel. Xhaka va jugar a les categories inferiors del Basel, i des del 2008 va formar part de la selecció sub-21 de Suïssa. Entre el 2008 i el 2010 va jugar 37 partits amb el combinat nacional, marcant 11 gols.

### FC Basel
L'exentrenador del Basilea Thorsten Fink va dir una vegada: "Xherdan Shaqiri és el millor jugador de Suïssa... després de Granit Xhaka." D'altra banda, el seleccionador nacional suís, Ottmar Hitzfeld, el va anomenar com un petit Schweinsteiger.'
Després de l'inici de la temporada 2010-11, Xhaka va ascendir al primer equip del Basilea. El seu primer partit va ser en la tercera ronda de classificació de la Lliga de Campions de la UEFA contra el Debreceni VSC al Szusza Ferenc Stadium. Abans d'acabar el partit va marcar el segon gol de l'equip, assegurant així la victòria dels suïssos (0-2 al final del partit. El seu primer gol en un partit de la Super Lliga suïssa el va marcar en una victòria per 5-1 contra el FC Thun el 15 de maig de 2011. A finals d'aquella temporada, Xhaka i el Basilea van guanyar la Super Lliga.
La temporada 2011-12, el Basilea va aconseguir el doblet domèstic, al guanyar la Super Lliga i la Copa suïssa. Després d'aquest èxit, Xhaka va abandonar el club.

### Borussia Mönchengladbach
El 18 de maig de 2012, el Basilea va anunciar que Xhaka havia acceptat ser traspassat al Borussia Mönchengladbach. Després de superar el reconeixement mèdic, el jove jugador suís va signar un contracte per cinc anys amb el club alemany. El preu del traspàs no va transcendir, però s'estima que va resultar al voltant dels 8,5 milions d'euros.

## Internacional

### Categories inferiors
Xhaka va jugar per la selecció nacional sub-17. Amb aquest equip va disputar la Copa del Món de futbol sub-17 disputada l'any 2009 a Nigèria. La selecció suïssa va vèncer el torneig, convertint-se en la Campiona del Món sub-17.
El 25 de maig de 2010 va jugar el seu primer partit amb la selecció nacional sub-19, entrant a la segona part, contra la selecció austríaca. El combinat suís va vèncer per 3-2. El seu primer gol amb la selecció sub-19 el va marcar el 7 de setembre de 2010 en una victòria per 3-0 contra la selecció txeca.
El 3 de setembre de 2010 va debutar amb la selecció suïssa sub-21 en un partit contra Irlanda, que van vèncer per 1–0, disputat a Lugano.> Aquest partit era l'últim que disputava la selecció sub-21 en la fase de classificació per participar en el Campionat d'Europa de Futbol sub-21 de la UEFA del 2011. Xhaka va ser convocat per participar en aquest torneig, disputat a Dinamarca entre l'11 i el 25 de juny. L'equip suís va aconseguir arribar fins a la final del torneig sense que li marquessin cap gol, però va perdre-la per 2-0 contra la selecció espanyola.

### Selecció absoluta

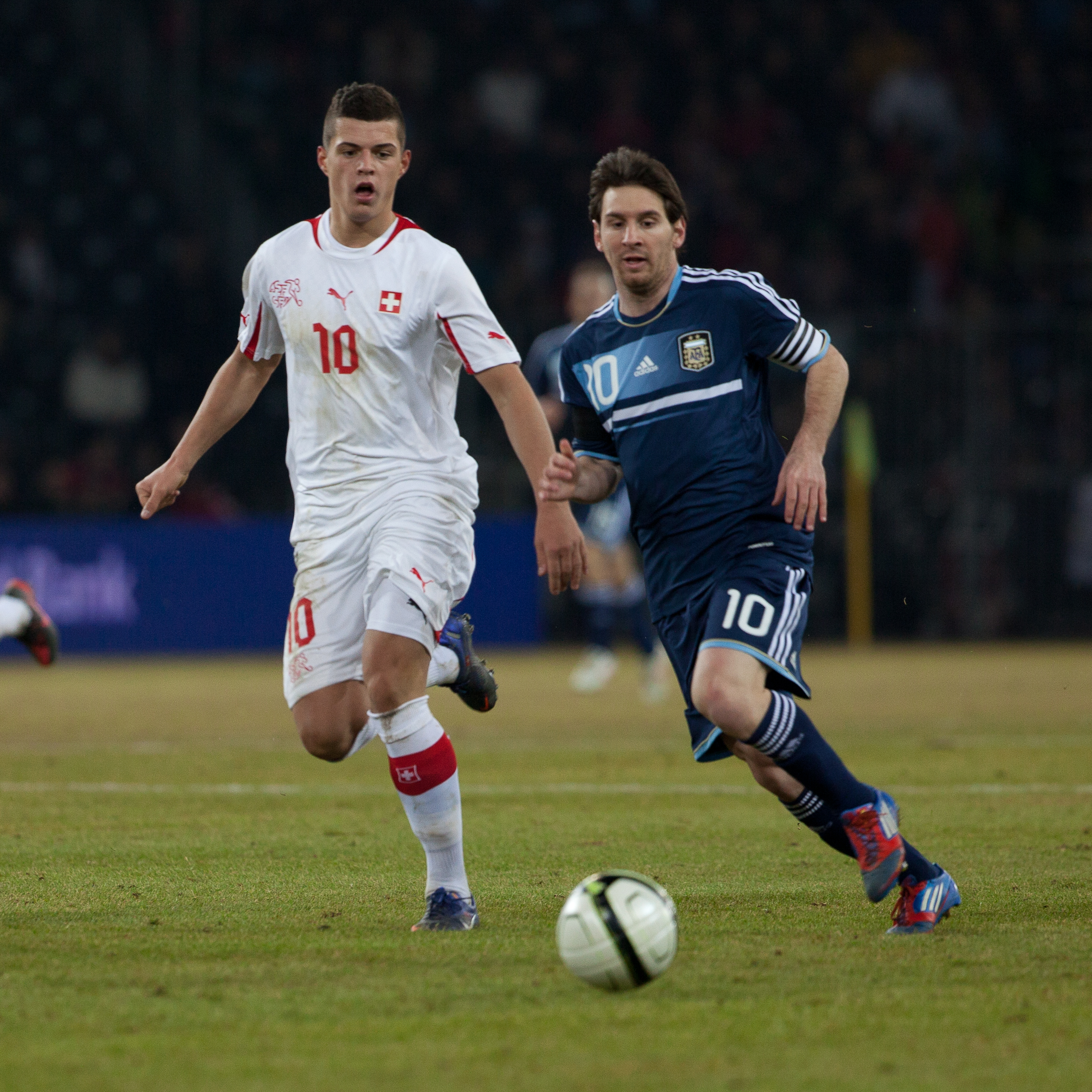
Xhaka (esquerra) perseguint a Lionel Messi en un amistós entre Suïssa i Argentina el 29 de febrer de 2012.

Abans de debutar amb la selecció absoluta, Xhaka estava indecís sobre si jugar per Albània o per l'equip helveci, i va explicar als mitjans albanesos que la Federació Albanesa de Futbol no el tenia en consideració, mentre que la suïssa tenia molt interès a comptar amb ell.
Xhaka va debutar, finalment, amb la selecció suïssa al Wembley Stadium de Londres contra Anglaterra, en partit de classificació per l'Eurocopa 2012, que va acabar en empat a 2, el 4 de juny de 2011. El 15 de novembre del mateix any, durant el seu sisè partit com a internacional, Xhaka va marcar el seu primer gol en una victòria per 0- contra Luxemburg a l'Stade Josy Barthel.
Suïssa va intentar convèncer Xhaka de participar amb la selecció als Jocs Olímpics d'Estiu de 2012 disputats a Londres, però el jugador va preferir renunciar-hi per poder centrar-se en la pretemporada amb el seu nou equip a Alemanya. Xhaka si que va participar, no obstant, en els 10 partits de Suïssa en la fase de classificació pel Mundial 2014, marcant fins i tot els dos gols que van donar la victòria al conjunt helvètic contra Eslovènia.
El 2 de juny de 2014, Xhaka va ser convocat per participar en la Copa del Món d'aquell estiu. El seleccionador suís era el tècnic alemany Ottmar Hitzfeld. Durant el segon partit de Suïssa, Xhaka va marcar l'últim gol del partit en una derrota per 5-2 contra França.

## Palmarès
FC Basel
- Super Lliga (2): 2010-11 i 2011-12
- Copa suïssa (1): 2011-12
- Uhrencup (1): 2011

Arsenal FC
- Copa anglesa (2): 2016-17 i 2019-20
- Community Shield (2): 2017 i 2020

Bayer Leverkusen
- Bundesliga (1): 2023-24[18]
- Copa alemanya (1): 2023-24[19]
- Supercopa alemanya (1): 2024[20]

Selecció de Suïssa
- Copa del Món sub-17 (1): 2009

Premis individuals
- Credit Suisse Youth Player of the Year: 2012[21]